# Hugues Ier de Campdavaine
Pour les articles homonymes, voir Hugues Ier.
Hugues Ier de Campdavaine (mort en 1070) surnommé Campdavaine, Candavène, Candens avena, Champ-d'Avène, ou Campus avenae, est le fils de Roger de Saint-Pol. En 1067, il succède à son père comme comte de Saint-Pol.

## Mariage et descendance
En 1060, il épouse Clémence, dont il a trois fils : 
- Guy ;
- Hugues ;
- Eustache.

Clémence se serait remariée avec Arnoul d'Ardres, qui aurait assuré la régence aux noms des fils mineurs de sa femme. Selon certains, Clémence pourrait être la fille de Roger ou de son fils Manassès. Hugues serait alors, non pas le fils de Roger, mais son gendre ou le gendre de son fils. Quant à lui, il serait en fait un descendant de la famille de Ponthieu comme la quasi symétrie des prénoms employés dans les deux familles peuvent le laisser penser. Le 25 novembre 1078, le pape Grégoire VII donna aux trois fils d'Hugues Ier de Campdavaine, Guy, Hugues et Eustache, le titre de comtes de Saint-Pol.